# Bactrocera icelus
Bactrocera icelus är en tvåvingeart som först beskrevs av Hardy 1974.  Bactrocera icelus ingår i släktet Bactrocera och familjen borrflugor. Inga underarter finns listade.